# Blanche d'Antigny
 (février 2015).

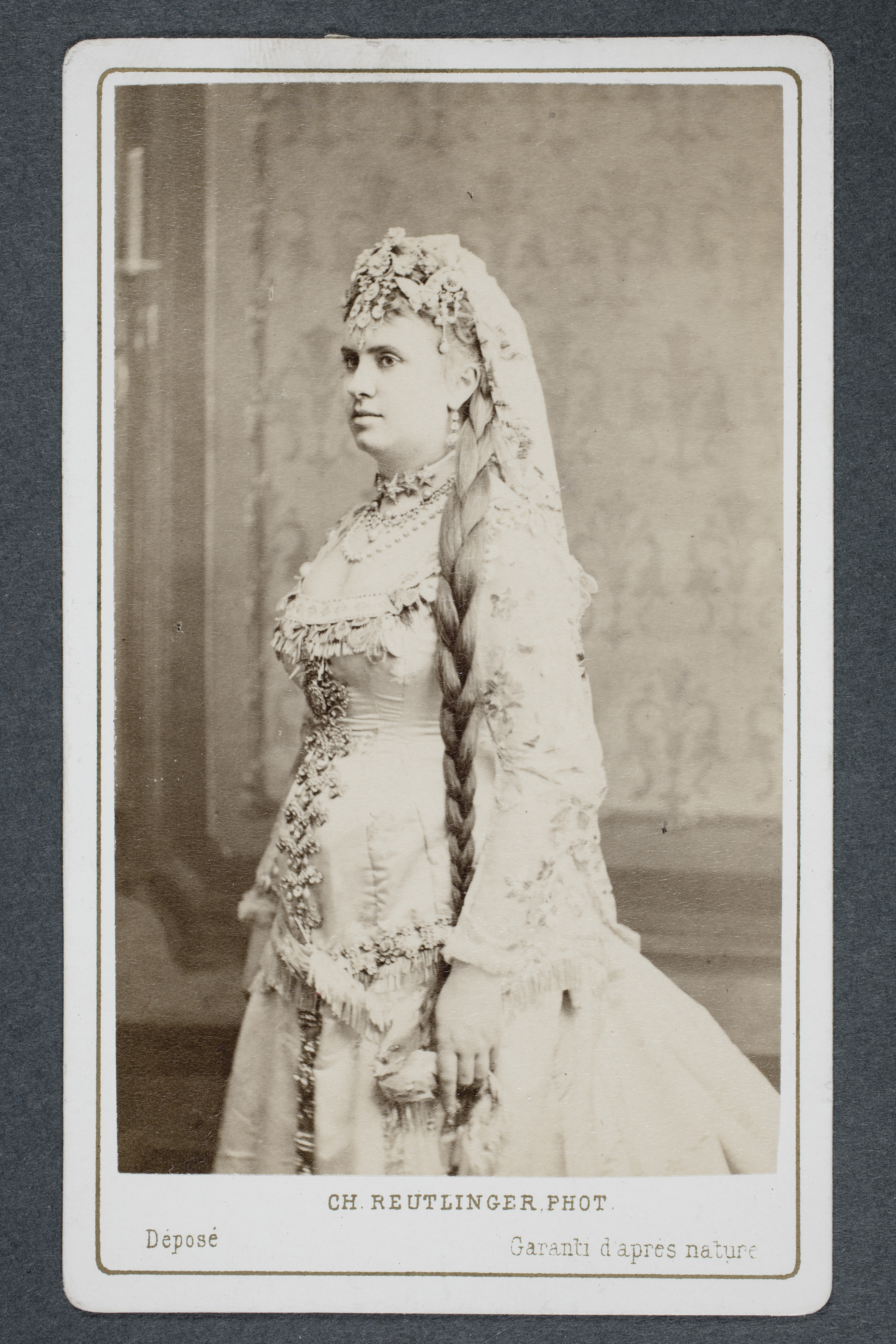
Photo de Blanche D'Antigny

Marie-Ernestine Antigny, dite Blanche d'Antigny, née à Martizay dans l'Indre le 9 mai 1840 et morte à Paris le 27 juin 1874, est une actrice et courtisane française. Considérée comme une médiocre interprète, elle fut une fameuse demi-mondaine sous le Second Empire et inspira, parmi d'autres, Émile Zola pour son personnage de Nana dans le roman du même nom.

## Biographie

### Premières années dans un petit village de l'Indre, un père absent du foyer
Marie-Ernestine Antigny nait le 9 mai 1840 à Martizay, petit village de l'Indre où vivent alors ses parents, issus de deux familles du village, Jean Antigny, menuisier et sacristain, et Eulalie Florine Guillemain. Ses parents vivent dans une modeste maison au toit de chaume près de la petite rivière La Claise « aux eaux lentes et grises ».
Marie-Ernestine est l'aînée de trois enfants; deux ans après sa naissance nait son frère et, quand elle a huit ans, sa sœur vient au monde, la même l'année ou son père, mari peu fidèle, abandonne sa famille pour s'installer à Paris avec une jeune femme du village.
En 1849, Marie-Ernestine rejoint ses parents à Paris où sa mère est lingère chez la marquise de Galliffet qui la fait entrer au couvent des Oiseaux. Au décès de la marquise en 1853, Marie-Ernestine Antigny devient demoiselle de magasin dans la rue du Bac, à Paris.
Âgée de treize ans, elle y attire bientôt l'attention d'un Valaque, qu'elle suit à Bucarest. Avant son retour à Paris début 1856, elle côtoie des bohémiens et ceux-ci lui apprennent à monter à cheval ; c'est ainsi qu'elle trouve un emploi d'écuyère au Cirque Napoléon (devenu Cirque d'hiver). Elle a seize ans.

### Modèle

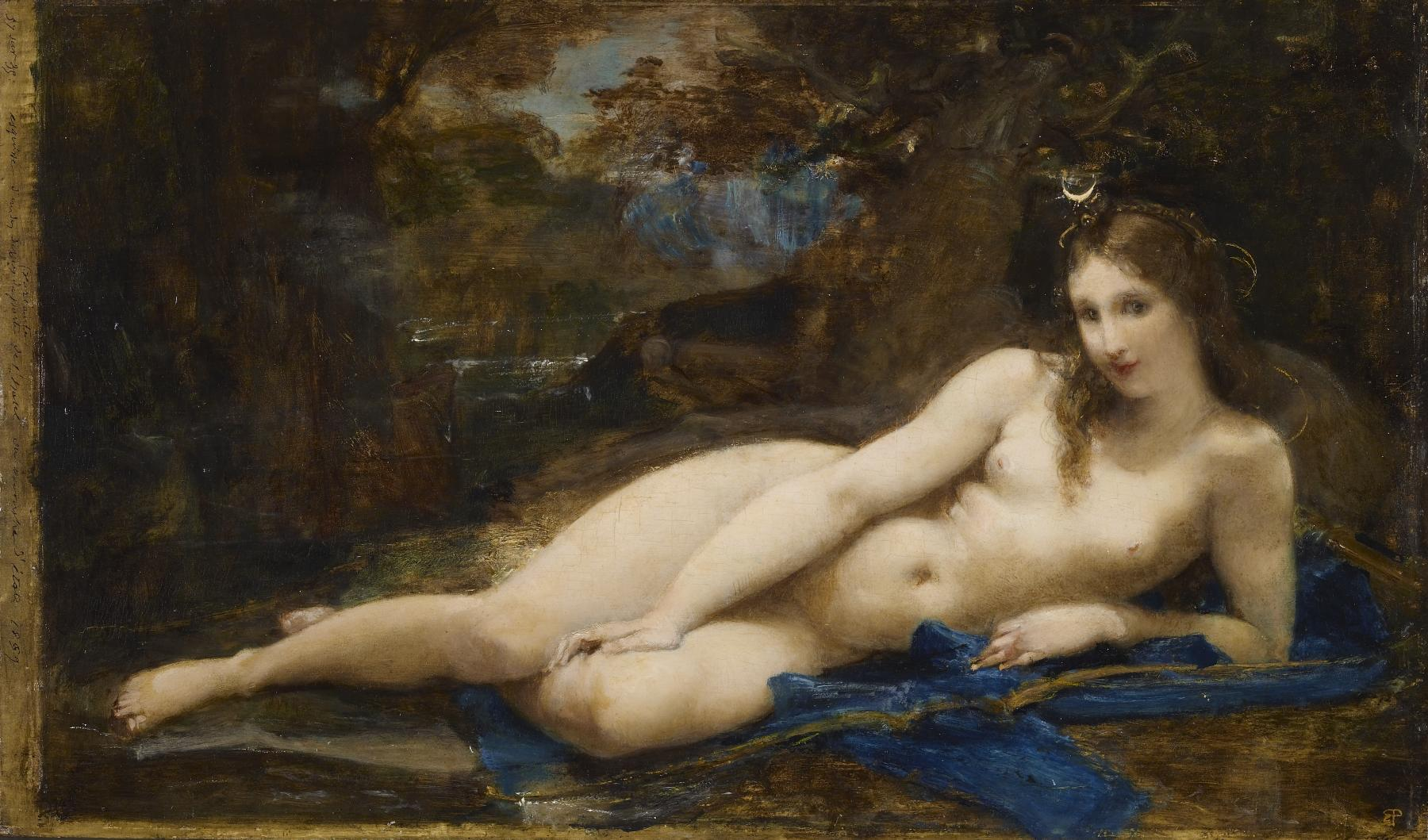
Diane au repos, Paul-Jacques-Aimé Baudry, 1859.

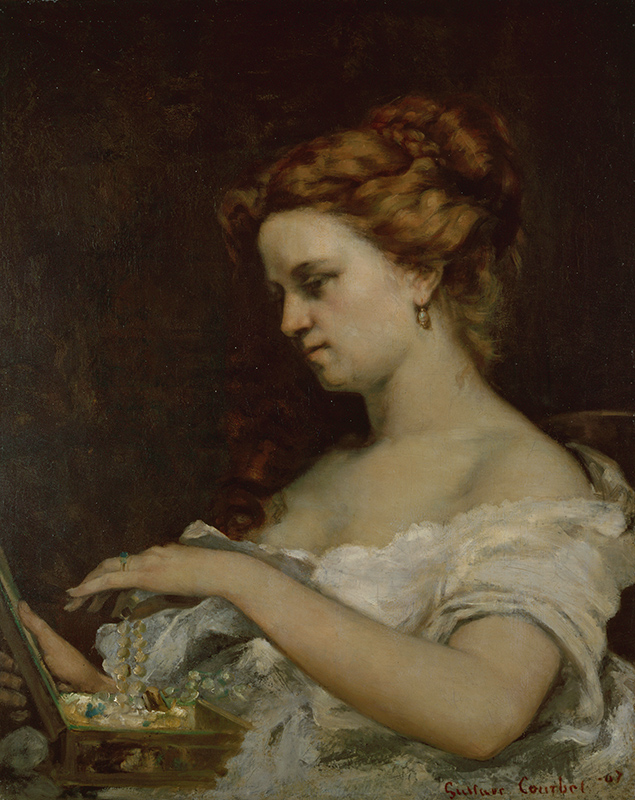
La Dame aux bijoux, Gustave Courbet, 1867.

Au Bal Mabille, Marie-Ernestine rencontre Jeanne de Tourbay dont le protecteur, Marc Fournier, est alors directeur du théâtre de la Porte-Saint-Martin. Avec ses formes à la Rubens, elle est donc engagée pour jouer le rôle muet de la statue vivante d'Hélène, dans le Faust d'Adolphe d'Ennery, joué à la Porte Saint-Martin, le 27 septembre 1856,. « Pour être muette, elle n'en parlait pas moins aux sens » écrivit Jules Janin. En 1857, elle pose pour Paul Baudry. Puis, elle s'intègre dans la vie des boulevards.
En 1862, au Bal Mabille, elle fait la connaissance du prince Alexandre Gortchakov, chancelier de l'Empire russe, diplomate de 65 ans, qui la convainc de partir à Saint-Pétersbourg. Il l'introduit auprès d'hommes riches et puissants qu'elle séduit par le charme et le dynamisme de ses 22 ans. Parmi eux, le général Nicolas Mesentsoff, directeur du Cabinet noir du Tsar, préfet de police de l'Empire et épicurien qui en fait la femme la mieux entretenue de Russie. Trois années de fêtes au cours desquelles Marie-Ernestine devient Blanche et gagne une particule.
À l'été 1865, celle qui se fait désormais appeler Blanche d'Antigny rencontre Caroline Letessier, comédienne à succès, avec laquelle elle partage le goût du luxe et de la vie de plaisirs des demi-mondaines. Peu de temps après, la tsarine Maria Alexandrovna la fait expulser pour sa conduite peu orthodoxe (elle avait notamment osé s'habiller comme elle). Couverte de fourrures, de roubles et de diamants, elle arrive à Paris vers la fin de l'automne 1865.
Après quelques jours, elle se rend chez Henry de Pène, journaliste émérite et vieux routier du Boulevard, mandaté pour lancer au théâtre, quel qu’en soit le coût, cette jolie blonde venue de Russie avec charmes et bijoux. On trouve rapidement un théâtre, on paye des comédiens pour la former, on prépare un  plan presse, on orchestre un plan relations publiques avec le Tout-Boulevard, le Tout-Paris, le monde et le demi-monde. Blanche d'Antigny circule sur les Boulevards et au Bois dans une voiture à quatre roues attelée à deux trotteurs, conduite par un moujik en blouse de soie écarlate.
Elle habite alors un appartement loué par Nicolas Mesentsoff, très attentif à ces préparatifs et à sa réussite. Elle y fait la connaissance du banquier Raphaël Bischoffsheim qui devient son protecteur régulier. Le futur patron de presse Arthur Meyer est son secrétaire. Dix ans après Paul Baudry, Gustave Courbet apprécie la plastique de Blanche d'Antigny qui est le modèle de La Dame aux bijoux en 1867.

### Comédienne
Le 3 juillet 1868, Blanche d'Antigny fait ses débuts au théâtre du Palais-Royal. Les costumes, un public choisi des premiers rangs, la claque, les attentions personnalisées assurent de bonnes critiques. Seul Jules Barbey d'Aurevilly n'est pas dupe ni complice : « Blanche d'Antigny n'est pas une artiste… quelques souffleurs d'omelettes de la publicité ont soufflé celle-là… Elle, la fille, je ne la plains pas d'être heureuse de toute sa joaillerie. »
Le 29 juillet 1868, Blanche d'Antigny remplace Hortense Schneider dans Les Mémoires de Mimi-Bamboche. Puis elle obtient le rôle de Frédégonde dans Chilpéric d'Hervé, qu'elle crée le 23 octobre 1868 ; la pièce fait plus de cent représentations. Le 23 avril 1869, elle est la Marguerite du Petit Faust d'Hervé.
Actrice de la Vie parisienne, elle continue à jouer jusqu’à la guerre franco-allemande de 1870.
Il semble qu'elle ait été la première femme à faire du vélo en public en France, ce qui lui a nécessité de remplir un formulaire d'autorisation préfectorale pour pouvoir porter un pantalon.
Elle a acquis la célébrité, fait de la publicité pour les vélos Michaux, donné son nom à la coupe de glace Antigny. Son portrait par le peintre Henri de L'Étang la représente posant à côté d'un vélocipède à une époque où la liberté de mouvement qu'il procure reste mal vu pour une femme. Elle tient salon rue Lord-Byron, conserve sa liaison avec Nicolas Mesentsoff, reste fidèle à son protecteur Raphaël Bischoffsheim et développe parallèlement une carrière de demi-mondaine aux services fort onéreux… ou gratuits.
Au début de la guerre, des journaux la montrent en infirmière au chevet de blessés. Mais, rapidement, son train de vie déplaît aux autorités ; elle se réfugie alors à Saint-Germain-en-Laye où ses fêtes, bombances et chants avec d'autres demi-mondaines scandalisent le voisinage.
L'armistice signé, Blanche d'Antigny réapparaît sur scène le 17 mars 1871 dans le rôle de la Femme à Barbe, représentation arrêtée par la proclamation de la Commune. Vers la mi-juillet 1871, elle reprend avec succès Le Petit Faust aux Folies dramatiques ; le 17 octobre 1871, Blanche d'Antigny se présente cuirassée en Minerve dans La Boîte de Pandore. Suivent créations et reprises jusqu'en juin 1872 où la troupe des Folies Dramatiques va se produire à Londres.

### Dernières années

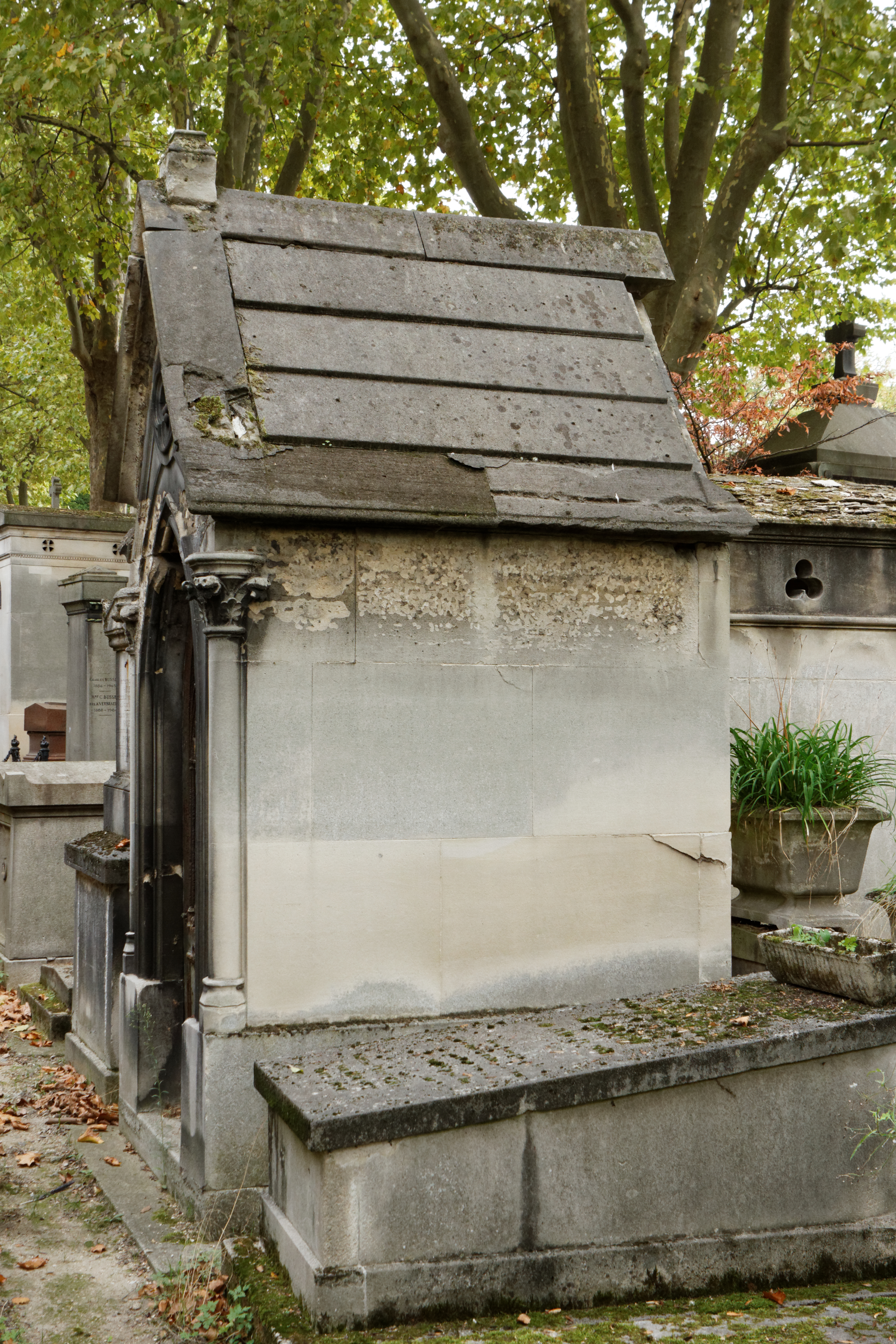
Sépulture de Blanche d'Antigny.

Depuis une année, Blanche d'Antigny entretenait une relation intermittente avec un comédien partenaire, Léopold Luce, qui meurt le 28 janvier 1873 d'une phtisie galopante. Au même moment, Raphaël Bischoffsheim la quitte.
Poursuivie par des créanciers, Blanche d'Antigny est saisie, continue à jouer et part, pleine d'espoir, le 15 octobre 1873 pour Alexandrie où elle débute le 13 novembre. À cette première, on doit baisser le rideau devant le charivari et les sifflets d'une partie du public.
Après un séjour au Caire et une dernière représentation à Alexandrie, elle quitte, déçue et malade, l’Égypte le 2 mai 1874, arrive à Marseille le 28 mai où elle apprend le décès de sa mère. Elle est à Paris le 31 mai, s'installe à l’Hôtel du Louvre, méconnaissable, semi-comateuse.
L'agonie de Blanche d'Antigny inspirera Émile Zola pour mettre en scène la mort de Nana. Si elle n'a pas été atteinte par la tuberculose dont Léopold Luce est mort, elle a contracté la variole noire (ou plus vraisemblablement la fièvre typhoïde). Toujours en contact avec Nicolas Mesentsoff, son amie Caroline Letessier vient à son secours, la fait conduire chez elle au 93 boulevard Haussmann où Blanche d'Antigny meurt le 27 juin 1874 à l'âge de 34 ans. Une foule de célébrités et curieux se presseront à ses obsèques.
Elle repose au cimetière du Père-Lachaise (36e division) dans une chapelle que Caroline Le Tessier, décédée en 1903, a fait construire à son nom. Le prince Narichkine, ami de Caroline Letessier, décédé en 1897, reposa quelques années dans cette chapelle avant d'être inhumé définitivement dans la 90e division. La tombe est à l'abandon.